# Дължина на Планк
Дължината на Планк, отбелязвана с {\displaystyle \scriptstyle \ell _{P}\ }, е единица за дължина, приблизително равна на 1,6 × 10−35 метра. Това е около 10−20 пъти диаметъра на протона. Тя е една от константите в системата единици на Планк. Дължината на Планк се смята за естествена, защото се дефинира чрез три основни физични константи: скоростта на светлината, константата на Планк и гравитационната константа. Тя е съизмерима с размера на струните в теорията на струните. По дефиниция всичко, по-малко от дължината на Планк, губи физически смисъл.

## Стойност
Дължината на Планк е равна на
{\displaystyle \ell _{P}={\sqrt {\frac {\hbar G}{c^{3}}}}\thickapprox 1.616252(81)\times 10^{-35}{\mbox{ m}}},
където:
- {\displaystyle c} е скоростта на светлината във вакуум;
- {\displaystyle G} е гравитационната константа;
- {\displaystyle \hbar } е константата на Дирак (константата на Планк, разделена на 2π).

Двете цифри в скобите указват отклонението в последните две цифри на стойността.

В системата SI дължината на Планк е приблизително равна на 1,6 × 10−35 метра. Пресметнатият радиус на видимата вселена (4,4 × 1026 m или 46 милиарда светлинни години) е 2,7 × 1061 дължината на Планк.
|  | Тази страница частично или изцяло представлява превод на страницата Planck length в Уикипедия на английски. Оригиналният текст, както и този превод, са защитени от Лиценза „Криейтив Комънс – Признание – Споделяне на споделеното“, а за съдържание, създадено преди юни 2009 година – от Лиценза за свободна документация на ГНУ. Прегледайте историята на редакциите на оригиналната страница, както и на преводната страница, за да видите списъка на съавторите. ВАЖНО: Този шаблон се отнася единствено до авторските права върху съдържанието на статията. Добавянето му не отменя изискването да се посочват конкретни източници на твърденията, които да бъдат благонадеждни. |